# (33059) 1997 VS
1997 VS (asteroide 33059) é um asteroide da cintura principal. Possui uma excentricidade de 0.22242980 e uma inclinação de 3.40774º.
Este asteroide foi descoberto no dia 1 de novembro de 1997 por Kin Endate e Kazuro Watanabe em Kitami.